# Kótovo (Volgograd)
|  | Per a altres significats, vegeu «Kótovo». |

Kótovo - Котово (rus) és una ciutat de l'óblast de Volgograd, a Rússia. La vila es troba a la vora del riu Kazanka, a 180 km al nord de Volgograd.

## Història
L'origen de la vila es remunta a la fundació del poble de Kazanka el 1710. El nom del poble prové del d'una família dels primers colons, un ucraïnès anomenat Kotenko. El 1791 una primera església de pedra ja hi fou construïda, l'església de l'Arcàngel Miquel. A finals del segle xix el poble tenia ja 3.000 habitants. A començaments del segle XX es començà a extreure petroli en territoris propers a la vila, i la població augmentà. El 1958 Kótovo accedí a l'estatus de possiólok (poble) i el 1966 al de ciutat.